# Canada Eastern Railway
Canada Eastern Railway era una società, in origine nata come Northern and Western Railway, che eserciva l'omonima linea ferroviaria del Nuovo Brunswick, in Canada, che collegava Loggieville a Devon. La linea serviva varie comunità delle valli poste tra il fiume Nashwaak e il fiume Miramichi.

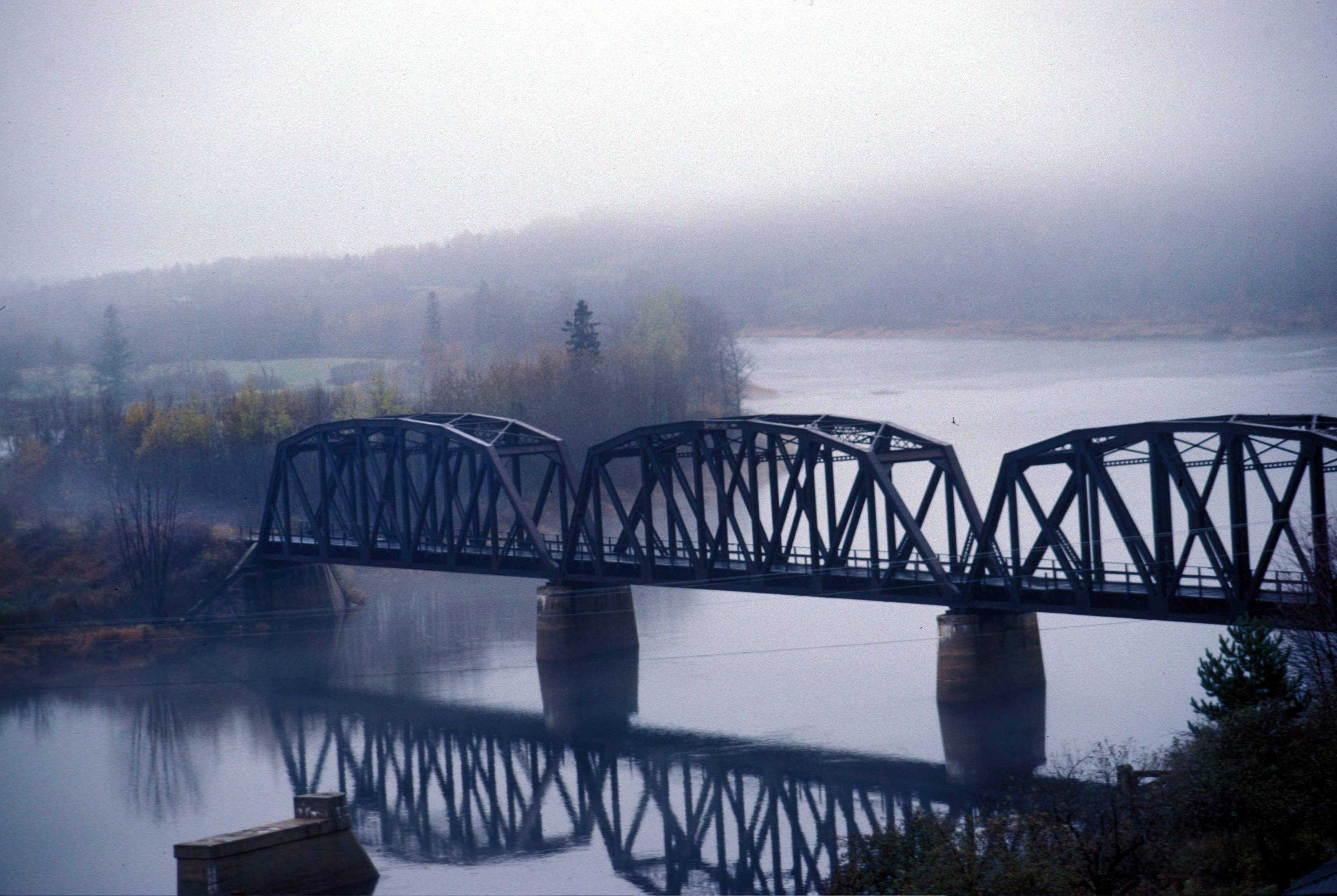
Viadotto in disuso della Canada Eastern Railway sul braccio di sud-est del fiume Miramichi a Doaktown.

## Storia
La ferrovia fu costruita, tra il 1884 e il 1887, da una società, la Northern and Western Railway, creata dagli industriali Alexander Gibson e Jabez B. Snowball che nel 1870 aveva già realizzato una ferrovia tra South Devon e Saint John. La costruzione del ponte ferroviario di Fredericton nel 1889 la connesse direttamente alla capitale provinciale. Nel 1890 la Northern and Western fu riorganizzata divenendo Canada Eastern Railway Company, di cui Gibson, nel 1893, divenne unico proprietario.
La linea venne reindirizzata tra Renous e Nelson verso la sponda nord del braccio sud-est del fiume Miramichi fino a raggiungere Derby dove fu collegata alla Intercolonial Railway of Canada con un bivio posto tra i ponti sui due bracci sud-est e nord-ovest del fiume Miramichi.
Nel 1904 la Canada Eastern venne acquisita dalla Intercolonial Railway che a sua volta, tra 1915 e 1918, venne inglobata nella Canadian National Railway.
Il declino dell'uso della linea ex-CER, accentuatosi verso la fine del XX secolo indusse la CNR a dismettere la tratta McGivney-Derby nel 1985 e la Chatham-Loggieville. La tratta sud McGivney-Fredericton fu dismessa nel 1995.
L'unico tratto originale della Canada Eastern che rimane in servizio è quello tra Nelson e Chatham sul quale opera la compagnia New Brunswick East Coast Railway.